# Aude Biannic
Aude Biannic (Landerneau, 27 de marzo de 1991) es una ciclista profesional francesa. Debutó como profesional a lo largo del 2013 con el S.C. Michela Fanini-Rox tras haber logrado buenos resultados como amateur, incluso llegando a disputar la prueba en ruta de los Juegos Olímpicos de Londres 2012 donde acabó 10.ª.

## Palmarés
2010 (como amateur)
- 2.ª en el Campeonato de Francia Persecución

2011 (como amateur)
- Campeonato de Francia Persecución

2013
- 3.ª en el Campeonato de Francia en Ruta  (como amateur)
- 1 etapa del Premondiale Giro Toscana Int. Femminile-Memorial Michela Fanini

2014
- 3.ª en el Campeonato de Francia Contrarreloj

2015
- 2.ª en el Campeonato de Francia Contrarreloj

2017
- 3.ª en el Campeonato de Francia Contrarreloj

2018
- Campeonato de Francia en Ruta
- 1 etapa del Lotto Belgium Tour

2019
- 3.ª en el Campeonato de Francia en Ruta

2020
- 3.ª en el Campeonato de Francia Contrarreloj

## Resultados en Grandes Vueltas y Campeonatos del Mundo
Durante su carrera deportiva ha conseguido los siguientes puestos en las Grandes Vueltas femeninas y en los Campeonatos del Mundo en carretera:
| Carrera              | Carrera              | 2011 | 2012 | 2013 | 2014 | 2015 | 2016 | 2017 | 2018 | 2019 | 2020 | 2021 | 2022  | 2023  | 2024 | 2025 |
| -------------------- | -------------------- | ---- | ---- | ---- | ---- | ---- | ---- | ---- | ---- | ---- | ---- | ---- | ----- | ----- | ---- | ---- |
|                      | Giro de Italia       | —    | —    | —    | —    | —    | 80.ª | 76.ª | 71.ª | 71.ª | 66.ª | 68.ª | 106.ª | 104.ª | —    | 68.ª |
|                      | Tour de l'Aude       | X    | X    | X    | X    | X    | X    | X    | X    | X    | X    | X    | X     | X     | X    | X    |
|                      | Tour de Francia      | X    | X    | X    | X    | X    | X    | X    | X    | X    | X    | X    | 94.ª  | 84.ª  | —    | 77.ª |
| Mundial en Ruta      | Mundial en Ruta      | —    | —    | Ab.  | Ab.  | 45.ª | 37.ª | 77.ª | Ab.  | 36.ª | —    | 45.ª | Ab.   | Ab.   | —    | —    |
| Mundial Contrarreloj | Mundial Contrarreloj | 10.ª | —    | —    | 36.ª | 27.ª | —    | —    | —    | —    | —    | —    | —     | —     | —    | —    |

—: no participa

Ab.: abandono

X: ediciones no celebradas

## Equipos
- Equipe DN Bretagne (2011-2013)[2] (amateur)
- S.C. Michela Fanini-Rox (2013)[3]
- Lointek (2014)
- Futuroscope (2015-2017)
  - Poitou-Charentes.Futuroscope.86 (2015-2016)
  - FDJ Nouvelle Aquitaine Futuroscope (2017)
- Movistar Team (2018-2025)